# Křižanovice, Chrudim
Křižanovice là một làng thuộc huyện Chrudim, vùng Pardubický, Cộng hòa Séc.